# Lý Kỳ (nhà thơ)
Lý Kỳ (chữ Hán: 李頎, 690?-751?), là quan lại và là nhà thơ Trung Quốc thời Thịnh Đường.

## Tiểu sử
Lý Kỳ là người quận Triệu (nay thuộc huyện Triệu, tỉnh Hà Bắc, Trung Quốc), về sau sống tại Dĩnh Dương (nay thuộc Đăng Phong, tỉnh Hà Nam, Trung Quốc) .
Năm 735 đời Đường Huyền Tông (ở ngôi: 712-756), ông thi đỗ Tiến sĩ, từng giữ chức Tân Hương úy, nhưng mãi về sau vẫn không được thăng chức.
Về già, ông từ quan trở về vườn cũ ở Đông Xuyên ẩn cư.
Lý Kỳ mất khoảng năm 751, thọ khoảng 61 tuổi.
Sinh thời, Lý Kỳ thường giao du với các thi nhân như Vương Xương Linh, Vương Duy, Cao Thích và các nhà sư nổi tiếng. Ngoài vai trò là một nhà thơ , ông còn là một "hiệp khách thích đạo thuật, học luyện đan, và hay bàn đạo lý nhà Phật (điểm này hơi giống Vương Duy)". Và dưới con mắt ông, "các nhân vật anh hùng thường là hiệp khách; và kẻ sĩ là người không bị gò bó, có phong cách khải khái, hào phóng (điểm này hơi giống Lý Bạch)".

## Sự nghiệp văn chương
Do giao du với các nhà sư, nên Lý Kỳ hay bàn đạo lý nhà Phật trong thơ. Ông cũng có làm thơ về biên tái, tuy ít, nhưng rất được lưu truyền. Đó là vì thơ ông lưu loát, phóng túng, khẳng khái, thê lương, và phát huy được đặc điểm của thể ca hành . Đáng chú ý có bài "Cổ ý" (Ý xưa), "Cổ tòng quân hành" (Bài hành về việc tòng quân ngày xưa)...Lý Kỳ còn giỏi dùng cổ thi năm chữ và bảy chữ để gửi gắm tình cảm và xây dựng hình tượng nhân vật. Như các bài "Tặng Trương Húc", "Biệt Lương Hoàng", "Tống Trần Chương Phủ", "Tống Lưu Thập"... Trước khi tiểu thuyết Trung Quốc phát triển, những bài thơ phác họa nhân vật như thế, quả là rất đặc sắc và có ý nghĩa .

## Giới thiệu thơ
Giới thiệu hai trong số bài thơ tiêu biểu của Lý Kỳ.
| Phiên âm Hán-Việt: Cổ tòng quân hành Bạch nhật đăng sơn vọng phong hỏa, Hoàng hôn ẩm mã bàng Giao hà. Hành nhân điêu đẩu phong sa ám, Công chúa tỳ bà u oán đa. Dã doanh vạn lý vô thành quách, Vũ tuyết phân phân liên đại mạc, Hồ nhạn ai minh dạ dạ phi, Hồ nhi nhãn lệ song song lạc. Văn đạo Ngọc Môn do bị già Ứng tương tính mệnh tống Khinh xa, Niên niên chiến cốt mai hoang ngoại, Không kiến bồ đào nhập Hán gia. Dịch nghĩa: Bài hành về việc tòng quân ngày xưa Ban ngày lên núi nhìn ngọn lửa báo hiệu, Hoàng hôn thì cho ngựa uống nước bên bờ sông Giao. Người đi nghe tiếng mõ khua trong gió cát mịt mờ, U oán thay tiếng đàn tỳ bà của nàng công chúa. Doanh trại ở nơi hoang dã nghìn dặm không có thành quách, Mưa tuyết ùn ùn bao phủ khắp miền sa mạc rộng lớn, Chim nhạn đất Hồ đêm đêm bay kêu lên bi thảm, Người đất Hồ đôi mắt lệ chảy hai hàng. Nghe nói ải Ngọc Môn quan vẫn còn bị vây khốn. Có lẽ phải bỏ tính mệnh mà đi theo tướng Khinh xa. Năm này qua năm khác, xương chiến sĩ vẫn chôn vùi ở ngoài nơi hoang dã, Chỉ thấy những trái nho đem về cho nhà Hán mà thôi. | Phiên âm Hán-Việt: Túc Oánh công thiền phòng văn phạm Hoa cung tiên phạm viễn vi vi, Nguyệt ẩn cao thành chung lậu hy. Dạ động sương lâm kinh lạc diệp, Hiểu văn thiên lại phát thanh ky. Tiêu điều dĩ nhập hàn không tĩnh, Táp đạp nhưng tùy thu vũ phi. Thỉ giác phù sinh vô trụ trước, Đốn linh tâm địa dục quy y. Dịch nghĩa: Ngủ ở thiền phòng của Oánh công nghe tiếng kinh Từ cung hoa tiếng tụng kinh văng vẳng xa đưa, Trăng khuất thành cao, giọt đồng hồ rời rạc. Ban đêm, rừng sương xao động làm lá rụng xào xạc, Sáng sớm, nghe sáo trời khiến lòng lâng lâng. Lặng lẽ như tuôn vào khoảng không lạnh vắng, Ào ạt như đổ theo cơn mưa thu xối xả. Mới biết kiếp phù sinh không có gì ổn định, Hãy đem cõi lòng xin theo đạo phật. |

## Sách tham khảo
- Sở nghiên cứu văn học thuộc Viện Khoa học xã hội Trung Quốc biên soạn, Lịch sử văn học Trung Quốc (Tập II), Bản dịch từ tiếng Trung Quốc do Nhà xuất bản Giáo dục Việt Nam ấn hành năm 1993.
- Dịch Quân Tả, (GS. Huỳnh Đức Đức dịch từ tiếng Trung Quốc), Văn học sử Trung Quốc (Quyển I). Nhà xuất bản Trẻ, 1992.
- Nhiều người dịch (Nam Trân giới thiệu), Thơ Đường (Tập I). Nhà xuất bản Văn học, 1987.